# Les Villes de solitude
Singles de Michel Sardou
Les Vieux Mariés
(1973) Je veux l'épouser pour un soir
(1974)
Pistes de La Maladie d'amour
Zombi Dupont Le Curé
Les Villes de solitude est une chanson de Michel Sardou sortie en 1973 sur l'album La Maladie d'amour et parue en single, en face B de La Marche en avant, l'année suivante. 
Écrite en collaboration avec Pierre Delanoë et composée par Jacques Revaux, la chanson compte parmi les classiques de Michel Sardou.

## Propos de la chanson
Sardou se met ici dans la peau d'un homme qui se réfugie dans l'alcool afin de lutter contre la banalité de son existence (« Quand j'ai bu plus que d'habitude, me vient la faim d'un carnassier »). Il y exprime ensuite ses pulsions brutales : l'envie d'« éclater une banque, de [s]e crucifier le caissier, d'emporter tout l'or qui me manque et de disparaître en fumée », ou encore « de violer des femmes, de les forcer à [l]'admirer, [...] de boire toutes leurs larmes et de disparaître en fumée ». Il n'omet pas de préciser que l'alcool lui permet de se sentir libéré, invincible et d'exprimer ce qui demeure son univers fantasmatique. Les couplets qui rapportent les paroles les plus violentes de la chanson sont soutenues par de puissantes envolées vocales.
Mais finalement, une fois l'alcool et ses effets dissipés, le personnage réalise sa faiblesse physique et morale et le concède fatalement : « J'ai peur d'avoir brisé des vitres, d'avoir réveillé les voisins, mais je suis rassuré très vite : c'est vrai que je ne casse rien ».
Sardou confie à propos de la chanson : « J'y jouais le rôle d'un personnage qui était un peu à l'Orange mécanique, ce n'était pas moi. Le type disait ça dans sa tête, il ne disait pas qu'il allait le faire. ».

### Controverses
La chanson provoque l'indignation des féministes, notamment le Mouvement de libération des femmes, qui protestent contre la tirade « J'ai envie de violer des femmes, de les forcer à m'admirer » et qui, à l'époque qui suivit la sortie de la chanson, manifestent régulièrement devant les salles qui doivent accueillir le chanteur pour un concert. Une d'entre elles interrogée sur les raisons de sa présence déclare : 
« Il y a des hommes qui n'acceptent les femmes que tant qu'elles gratifient leur instinct de domination. Et ça, nous le refusons. »

## Classements

### Classements hebdomadaires
| Classement (1974)                       | Meilleure position |
| --------------------------------------- | ------------------ |
| Belgique (Wallonie Ultratop 50 Singles) | 25                 |

## Autres versions
- Version espagnole : sur l'album Canta en español composé uniquement de ses chansons traduites en espagnol, Sardou reprend la chanson sous le titre de Ciudad de soledad. Les paroles sont adaptées par Carlos Toro.

- Versions live :

Sardou assume placer encore la chanson dans ses tours de chant, déclarant «  je la rechante parce qu'elle a été mieux comprise depuis... », contrairement à Je suis pour, autre titre polémique de son répertoire qu'il s'est résolu à ne plus chanter sur scène. 
La chanson est présente sur les albums live :
- Olympia 75
- Olympia 76
- Palais des congrès 78
- Palais des congrès 81
- Vivant 83
- Bercy 91
- Bercy 98
- Bercy 2001
- Live 2005 au Palais des sports
- Confidences et retrouvailles - Live 2011
- Je me souviens d'un adieu (2024)
- Je me souviens d'un adieu à la Défense Arena (2024)

## Influence et postérité
- Cinéma :

2001 : Les Portes de la gloire, de Christian Merret-Palmair : On peut entendre Les Villes de solitude durant le générique du film.